# تاريخ الأحساء
تاريخ الأحساء جاء في الكامل للمبرد أن الأحساء جمع حسي وهو موضع رمل تحته صلابة، فإذا أمطرت السماء على ذلك الرمل نزل الماء فمنعته صلابته أن يغيض، ومنع الرمل السمائم أن تنشفه، فإذا بحث في ذلك الرمل أصيب الماء يقال حسي واحساء وحساء ممدودة والحسي بمعنى الحصول عليها نقية عذبة بحفر عمق بسيط جداً، ولكثرة الاحسية في هذا الموقع عرفت المنطقة بالأحساء.وهذا الوصف للحساء ينطبق على أرض الأحساء.يذكر شيوخ الهفوف، أن الأهلين القدماء كانوا لايستخدمون عيون الماء الغزيرة المتوفرة للشرب والاستهلاك المنزلي وإنما كانوا يستخدمون حساء يحفرونها في صحون الدور. مساحة

## الاحساء في التاريخ
كانت الأحساء في العصور القديمة الغابرة تعرف باسم منطقة هجر، نسبة إلى أكبر مدنها التي كانت قائمة آنذاك، والتي أصبحت اليوم مجهولة الموقع كما كانت تعتبر جزءاً من إقليم البحرين، الذي كان يمتد من الفرات شمالاً إلى عمان جنوباً. على أن اسم البحرين تقلص تدريجياً عن المنطقة وأصبح يطلق على مجموعة من الجزر في الخليج العربي كانت تعرف باسم أوال بينما برزت في المنطقة مدينة جديدة دعيت بالأحساء بناها أبو طاهر سليمان بن أبي سعيد الجنابي القرمطي ليجعل منها مقراً لحكمه، ثم أخذت تنمو وتزدهر وتتوسع فكثر النازحون إليها، حتى اشتهرت وطغى اسمها على جميع المدن التي كانت قائمة في المنطقة آنذاك، ثم أصبحت المنطقة بأسرها تدعى باسم إقليم الأحساء.

### قبل الإسلام
هاجر الساميون الرعاة إلى منطقة الخليج العربي وشكلوا بداية الإنطلاق للتشكيل البشري الأساسي لإنسان الخليج، وتلتها هجرات القبائل السامية الكبرى التي قذفت بها الجزيرة العربية شمالاً وشرقاً، وكان إقليم الخليج والذي تعتبر الأحساء جزءً منه يعتبر محطة من محطات تلك القبائل، وكان العنصر الفينيقي من أوضح العناصر التي شكلت الدفعات الأولى من تلك الهجرات، وأقدمها، إذ هاجروا من شواطئ الخليج حوالي 2500 قبل الميلاد. وقد هاجروا بعد أن استقروا على سواحل الخليج وفي الساحل الأحسائي بالذات فترة طويلة، تؤيد هذا الرأي المقابر العديدة التي وجدت في هذا الساحل وفي جزر البحرين المقابلة له، إذ أرسل ما وجد في تلك المقابر من آثار إلى المتحف البريطاني وهناك تقرر بأن هذا القبور من أصل فينيقي، ويرجع تاريخها إلى نحو خمسة آلاف سنة، ومن المعروف أن الفينيقيون هم أحد فروع الكنعانيين، ومن ساحل الخليج انتقلوا إلى ساحل البحر والمتوسط واستقروا في لبنان وفلسطين. وعلى آثر هجرتهم، استقر مكانهم الجرهائيون وهم فرع من الكلدانيين، وقد جاء وصف لمدينتهم على لسان الرحالة اليوناني استرابون الذي قا لعنها 

وعقب صاحب تحفة المستفيد بتاريخ الأحساء على ذلك قائلاً: 
 وجاء في وصف بوليبيوس لهذه المدينة:

### العصر الإسلامي
وعندما ظهرت الدعوة الإسلامية، أرسل الرسول محمد إلى هذا الإقليم العلاء ابن عبد الله الحضرمي واستطاع إقناع حاكم هجر آنذاك المنذر بن ساوي بالدخول في الإسلام، وكان الرسول قد أرسل له مع العلاء برسالة هذا نصها:
وظلت بلاد البحرين تتبع مقر الخلافة الإسلامية في الحجاز، أو في الشام، أو في بغداد، إلى أن ظهر فيما رجل يسمى أبو سعيد الجنابي، واستطاع أن يقود ثورته فيها وأغار على عاصمتها هجر في السنة التالية فاحتلها بعد أن تغلب على جيش الخليفة المعتضد وعاث في الإقليم خراباً وفساداً، ثم جمع جيشاً من اتباعه وزحف بهم على البصرة في عام 311هـ الموافق 923 واحتلها ونهبها ثم عاد إلى الإقليم. ولكن غزواته إلى العراق تعددت بعد ذلك.

### حكم القرامطة
أن من أسس وعمر مدينة الأحساء وجعلها مدينة هجر هو أبو طاهر الحسن بن أبي سعيد الجنابي القرمطي،
قال في «تاج العروس»: 
 وقال الأزهري: 
 وقال غيره 
، وعليه نسنتج أن أبا طاهر الحسن تولى الأمر بعد وفاة أبيه التي وقعت في سنة 310هـ وتوفي هو في سنة 332هـ وعليه يكون أنه أتخذ الأحساء داراً بعد أن هرب من البصرة سنة 311هـ، وعلى فأن الأأحساء قد تعمرت وتحصنت منذ ألف وعشرين سنة.
وتعد الأحساء قاعدة البلاد، ومنها أنطلق القرامطة إلى العراق والحجاز وبلاد الشام ومصر، وازدهرت عاصمة القرامطة التي قامت على انقاض مدينة هجر فزارها عدد من الرحالة العرب والفرس والغربيين ووصفوها بأنها مدينة عامرة كثيرة الينابيع والخضرة، فقال عنها ناصر خسرو، 
 وزارها ابن بطوطة وقال: 
 ومن الذين زاروا هذه المدينة من الغربيين الرحالة الدنماركي نيبور، إذ زارها حوالي عام 1765هـ. زمن حكم بني خالد لها وقال عنها 
 وذكرها القزويني فقال عنها: 
.

### إمارة العيونيون
وتتابع على حكم الأحساء كل من العيونيين، آل زامل الجبري، وآل مغامس ثم جاء البرتغاليون فاحتلوها حوالي 927هـ الموافق 1520 وظلوا يحتلونها حتى تمكن الأتراك العثمانيون من طردهم وإخراجهم منها حوالي عام 958هـ الموافق 1551. ومنذ استيلاء الأتراك على هذا الإقليم ارتبطت الأحساء مع شقيقتها القطيف بتاريخ سياسي واحد وانفصلت عنهما جزيرة أوال، التي استقلت باسم البحرين.

### الدولة العصفورية
حكمت الدولة العصفورية محافظة الأحساء في (651هـ - 1253م) علي مدار 150 عام لم تضعف الدولة العصفورية على عكس بعض الدول مما أدي الي استمرار حكمهم 150 عام لم تكن القوة وحدها هي سبب استمرار الحكم بل العلاقات الخارجية الجيدة وعدم وجود مشاكل داخلية في الدولة.

### الإمارة الجروانية
انتهي حكم الدولة العصفورية نتيجة خلافات داخلية علي السلطة، وانتهزت االإمارة الجروانية هذة الفرصة لتبدا حكمها علي الأحساء عام (795هـ - 1393م) واستمر حكمها 82 عام.

### الدولة العثمانية
محافظة الأحساء كانت غنية بالموارد الطبيعية وموقعها الأستراتيجي فكانت مطمع للعثمانين عام (954هـ - 1552م)، حيث لم تكن مدينة عادية احتلوها بل كانت عاصمة الحكم لهم في الخليج.

### دولة بني خالد
لم تدم فترة حكم العثمانيين في الأحساء طويلاً إذ ثارت عليهم قبيلة بني خالد بقيداة زعيمها براك بن غدير الذي استطاع طرد العثمانيين من بلاده وأعلن نفسه ملكاً على الأحساء والقطيف في عام 1081هـ الموافق 1670 واستطاع ابناؤه وأحفاده من بعده، أن يؤسسوا دولة قوية في هذه البقاع، إلى أن ظهرت الدعوة السلفية على يد الشيخ محمد بن عبد الوهاب في نجد، فثار صراع عنيف بين آل سعود، حماة تلك الدعوة، وآل عريعر زعماء بني خالد، أنتهى بتغلب السعوديين، فأخضعوا الأحساء لحكمهم حوالي 1207هـ الموافق 1793 وكان السبب في تأخير الوهابيين لاحتلالهم الأحساء، أ، هم خلال النصف الثاني من القرن الثاني عشر الهجري انشغلوا بتعزيز موقفهم في قلب الجزيرة العربية حتى تمكنوا من تحقيق وحدة نجد ثم سعوا إلى توسيع رقعة بلادهم ومد نفوذهم نحو الخليج العربي، فكان سيطرتهم على الأحساء يعتبر نصراً عوضهم عن فقد محمد بن عبد الوهاب.

### الدولة السعودية الأولى
وبعد ذلك استطاع السعوديون إعادة جزيرة أوال إلى الأحساء وكونوا من هذا الإقليم وحدة سياسية تابعة لهم، فجعلوها ولاية شبه مستقلة، ووضعوا عليها عاملاً من قبلهم هو عبد الله بن عفيصان واتخذ هذا من البحرين مقراً لإدارته، وبدأ السعوديون من قاعدتهم في الأحساء، للتطلع للتوسع في بلدان الخليج شمالاً وجنوباً. إلا أن خطرهم التوسعي بات يهدد الدولة العثمانية في أقاليمها المجاورة، كالعراق والحجاز والشام، فسيرت عليهم حملة من قبل واليها على مصر آنذاك محمد علي باشا، الذي استطاع هو وابناؤه ان يقوضوا عرش الدولة السعودية الأولى حين تمكن ابنه إبراهيم باشا من احتلال الدرعية، عام 1818، ومن ثم توجه للأحساء فأحتلها لعلمه باهميتها الاقتصادية والاستراتيجية بالنسبة لوجوده في نجد، ولكن إبراهيم جوبه من قبل الدولة العثمانية وواليها على بغداد حيث كانت الدولة تدرك إطماع محمد علي وخافت من أن تلتقي مطامعه مع مطامع بريطاني التي بدأت تنشط في الخليج، لذلك أوعزت لمحم دعلي بالانسحاب، ونفذ محمد علي الأوامر، وانسحبت قوات إبراهيم باشا من الأحساء في يوليو 1819، وتابعت انسحابها من نجد إيضاً، وتلى ذلك فترة استقلال محلي في حكم الأحساء على يد بني خالد، ولكنهم هزموا أمام قوات الوهابيين الذين عادوا للسلطة من جديد، مما أضطر محمد علي إلى أن يرسل حملة إلى نجد والأحساء بقيادة خورشيد باشا عام 1838، ولكن بريطانيا وقفت ضد هذه الحملة في الخليج، وأخيراً انسحبت تلك الحملة، وعادت الأحساء تخضع للوهابيين من جديد حتى سنة 1871 حين ضاعت منهم، وخضعت للعثمانيين حتى سنة 1913، إذ استطاع الأمير عبد العزي بن عبد الرحمن الفيصل استعادة الأحساء من أيدي العثمانيين، ومنذ تلك اللحظة وإلى الآن تشكل جزءً من الدولة السعودية الثالثة ومن أهم أجزاء الدولة السعودية.

### الأحساء قبل الاحتلال
كان عام 1745 بداية انطلاق الدعوة السلفية في نجد على يد الشيخ محمد بن عبد الوهاب، الذي وجد في محمد بن سعود أمير الدرعية حامياً له ولدعوته، التي لم تكن في جوهرها أكثر من العودة بالإسلام إلى سيرة السلف والرجوع إليه. وتخليصه مما لحق به من البدع والخرافات، وقد أثمر التحالف الذي تم بين محمد بن عبد الوهاب ومحمد بن سعود عن قيام الدولة السعودية الأولى، التي اخذت على عاتقها نشر الدعوة السلفية، واستطاعت بعد محارك طاحنة أن تثبت دعائمها في إقليم نجد، وفي عام 1758 شهدت الدولة السعودية الأولى تحدياً خطيراً من قوة سياسية مجاورة في إقليم الأحساء تمثلت في زعيمها عريعر بن دجين الذي قاد عشائرة من بني خالد وغيرهم من قبائل الأحساء وزحف بهم على الدرعية عاصمة السعوديين للقضاء على الدعوة السلفية في مهدها، وكان هدفه أن لا تقوم على تخوم بلاده دولة يافعة قد تهدده في عقر داره، وخاصة أن الكثير من شعبه يعمل كوسطاء لنقل التجارة بين الساحل والداخل، بالإضافة إلى أن أرض الأحساء تشكل إقليماً خصباً يغري النجديين دائماً بالتطلع إلى خيراته. وتشكل الأحساء في نفس الوقت المنفذ الرئيسي لنجد إلى العالم الخارجي.
وقد فشل عريعر في مهمته، وظلوا بني خالد يناصبون الدولة السعودية العداء زمناً طويلاً إلا أن تمكن الوهابيون من احتلال الأحساء عام 1795 بعد معارك طاحنة وثورات متعددة، وأضحت الأحساء في القرن التاسع عشر قاعدة وهابية تنطلق منها جحافلهم نحو عمان والبريمي والبحرين، وبل جميع بلدان الخليج العربي. وأخذت قوتهم تزداد يوماً بعد يوماً فوصلوا بغاراتهم إلى كربلاء في العراق عام 1801. واستطاعوا بعد ذلك في عام 1803 من احتلال الأماكن المقدسة في مكة المكرمة والمدينة المنورة والسيطرة لعيها، ومنعوا الحجاج من الشام ومصر من المجيء إلى الحجاز ومعهم ما تعارفوا عليه بالمحمل ومنعوهم من استعمال الطبول والزمور أثناء الحج، لأن ذلك مخالف لمبادئ السلفية.
ووصلوا إلى بلاد الشام وإلى أطراف دمشق وبعض مناطق فلسطين مما هدد أمن الدولة العثمانية.
وعندما سيطر الوهابيون على مكة والمدينة، أرسل الإمام سعود بن عبد العزيز رسالة إلى السلطان العثماني سليم الثالث وجاء فيها:
ورأى السلطان سليم الثالث أن في موقف سعود خروج على طاعته، وأعتبر أن رسالة سعود إليه لم يكن فيها الاحترام والتبجيل اللائقان به كخليفة للمسلمين، واعتبر أن ما جاء فيها أنما يؤكد تمرده على الدولة وإلغاءه لقوانينها، فوجه أوامره إلى والي مصر من قبل الدولة العثمانية آنذاك محمد علي باشا يطلب منه أن يضع حداً للوهابيين، وأصدر فرماناً بتولية محم دعلي ولاية الحجاز عام 1809 بالإضافة إلى ولاية مصر، وكان محمد علي يمر بفترة حرجة هي فترة تمكين سلطانه في مصر ولكن سرعان ما تخلص من منافسيه من المماليك بالقضاء عليهم في مذبحة القلعة عام 1811. وارسل في نفس العام ابنه طوسون بحملة إلى الحجاز مكونة من الجند الانكشارية، وبقايا الأرناؤود الذين تمردوا عليه، بالإضافة إلى عدد من المصريين الذين سموا بالمطتطوعة، وعززهم بعدد من المرتزقة من بقايا جيش نابليون. وقد بلغ عدد جنود هذه الحملة ثمانية آلاف جندي تقريباً، ذهب طوسون بهم بحراً إلى الحجاز، ولكن هذه القوة لم تخف السعوديون، فجهز أماهم سعود جيشاً بقيادة ابنه عبد الله وأمره بأن يتصدى لهجوم المصريين والتقى الجيشان في مكان يسمى الخيف بالقرب من المدينة المنورة. وبعد قتال عنيف انهزم جيش طوسون بعد ثلاثة أيام من القتال، مخلفاً وراءه عدداً من القتلى والجرحى، بلغ حوالي خمسة آلاف جندي. ولكن في العام التالي جاء محمد علي بنفسه يقود جيشاً جديداً، فأحتل به مكة والمدينة وانتدب ابنه إبراهيم لإتمام مهمته في حرب السعوديين، ولقد نفذ القائد الشاب أوامر أبيه، وانتصر على الوهابيين بعد حروب عنيفة وعديدة، دافع هؤلاء عن وجودهم وعن عاصمتهم الدرعية، ولكن بعد أن طال أمر حصار الدرعية وبدأت المدافع تسقط قنابلها على بيوت المدينة وشوارعها، وبعد أن فقد الكثيرين من أعوانه وأقاربه استسلم إمام الوهابيين انذاك عبد الله بن سعود في 9 سبتمبر، 1818، فأرسله إبراهيم باشا إلى مصر ومن هناك أرسل مع نفر قليل من أصحابه إلى الآستانة حيث تخلصت السلطات العثمانية منهم.

## موقع مدينة الأحساء
ويختلف المؤرخون في موقع مدينة الأحساء التي بادت مع الزمن. فياقوت الحموي في كتابه معجم البلدان يعتبر أن مدينة الأحساء قامت على أنقاض مدينة هجر، حيث يقول:(الأحساء مدينة بالبحرين معروفة مشهورة كان أول من عمرها وحصنها وجعلها قصبة هجر أبو طاهر سليمان بن أبي سعيد الجنابي القرمطي).أما المستشرق الأمريكيفيدال فيرى من خلال زياراته المتعددة للمنطقة ومن خلال أبحاثه ودراساته التي ضمنها كتابه: واحة الأحساء (أنه كان على مقربة من مدينة هجر القديمة قرية صغيرة تدعى الحساء، هذه القرية نزل فيها أبو سعيد الجنابي أمير القرامطة في القرن العاشر الميلادي فعمرها وبناها وحصنها وأقام فيها قصراً أو قلعة دعاها باسم المؤمنية ولكن الناس لم يستسيغوا هذه التسمية، فأبقوا على القرية اسم الأحساء، وأخذت هذه القرية تنمو وتزدهر حتى طغت على اسم هجر، وبالتالي أصبحت المنطقة بأسرها تدعى باسم منطقة الأحساء.ويرجع فيدال أن مدينة الأحساء القديمة كانت قائمة بجوار قرية البطالية. ويؤيده في قووله المؤرخ الشيخ يوسف المبارك أمين المكتبة القطرية في الأحساء (سابقا) ويضيف أن من بناها هو أبو طاهر القرمطي سنة 314 هـ.

## مساحة الأحساء
اختلفت مساحة الأحساء بحسب اختلاف تاريخها
المدخل للتاريخ: تعتبر الجزيرة العربية مهداً للشعوب السامية، وكان الساميون الرعاة الذين استطاعوا أن يهضموا العنصر الحامي في منطقة الخليج العربي يشكلون بداية الانطلاقة للتشكيل البشري لإنسان الخليج، ثم تلت ذلك هجرات القبائل السامية الكبرى التي قذفت بها الجزيرة العربية شمالاً وشرقاً. وكان إقليم الخليج- الذي تشكل الأحساء منه- يعتبر محطة من محطات تلك القبائل، وكانت مياهه معبراً لها إلى الهلال الخصيب، ومما لاشك فيه أن العنصر الفينيقي كان من أوضح العناصر التي شكلت الدفعات الأولى من تلك الهجرات، بل ومن أغلبها في القدم، إذ كانت هجرتهم من شواطئ الخليج حوالي 2500 ق.م، وقد هاجروا بعد أن كانوا قد استقروا في سواحل الخليج وفي الساحل الأحسائي بالذات لفترات طويلة. يؤيد هذا الرأي المقابر العديدة التي وجدت في هذا الساحل وفي جزر البحرين المقابلة له، إذ أرسل ماوجد في تلك المقابر من آثار إلى المتحف البريطاني، وهناك تقرر أن هذه القبور من أصل فينيقي، ويرجع تاريخها نحو خمسة آلاف عام. والمعروف أن الفينيقيون هم أحد فروع كنعانيون.